# White Privilege: Unpacking the Invisible Knapsack
White Privilege: Unpacking the Invisible Knapsack (Privilegi blanc: buidant la motxilla invisible) és un article publicat el 1989 per l'acadèmica, feminista i antiracista Peggy Mclntosh. Hi enumera cinquanta exemples o beneficis no explícits, des de la seua perspectiva personal, que il·lustren el privilegi del qual gaudeixen les persones blanques en la vida diària als Estats Units.

## Temes tractats
- Factors "invisibles". Peggy McIntosh descriu el funcionament de certs "sistemes invisibles", i se centra sobretot en un "paquet invisible d'actius immerescuts", que examina i al qual es refereix usant la metàfora d'una motxilla.[1]
- L'article enumera una llista de 50 maneres que, d'acord amb l'anàlisi de l'autora, permeten experimentar el privilegi blanc, que descriu com a "petits beneficis que els estatunidencs blancs gaudeixen diàriament".[2]

## Acollida
The Atlantic afirmà que la intenció de l'article era incitar a la "reflexió personal, per a millorar la capacitat d'empatia i compassió". Vice el va descriure com un dels textos de més autoritat que hi ha sobre el privilegi blanc, i The Harvard Gazette l'anomenà "article pioner" i el més important de la carrera acadèmica de Peggy McIntosh. S'ha citat com a causa de la popularització del debat sobre el privilegi blanc fora del petit àmbit a què se solia restringir, i s'ha convertit en un "clàssic de les discussions sobre els biaixos" socials. El 2018, l'article havia influït en representacions artístiques i estudis que s'havien popularitzat en seccions de xarxes socials dedicades a la justícia social, com ara Tumblr.

## Influència en l'educació
L'article esdevingué un dels principals recursos educatius per a estudiar el privilegi blanc als Estats Units. El 2016, algunes escoles públiques de Nova York van assignar aquest text com a lectura per a estudiants de secundària. El 2017, un institut secundari de Caledon (Ontario) inclogué l'article en la seua classe d'Antropologia d'onzé grau. Conor Friedersdorf, periodista llibertari, ha recomanat que l'article s'incloga en els temaris acadèmics. L'article ha inspirat un tipus d'exercici de dinàmica grupal conegut com a "privilege walk" i altres activitats semblants per a fer que l'alumnat identifique els seus privilegis de manera molt concreta, tot i que la mateixa Peggy McIntosh rebutjà els privilege walks per "simplificar massa la complexitat de l'experiència relacionada amb el poder i el privilegi", i ser, per tant, una cosa "contraproduent".